# Чокарлија де Сус (Констанца)
Чокарлија де Сус (рум. Ciocârlia de Sus) насеље је у Румунији у округу Констанца у општини Чокарлија. Oпштина се налази на надморској висини од 106 m.

## Становништво
Према подацима из 2002. године у насељу је живело 1422 становника.

### Попис2002.
| Расподела становништва по националности 2002.‍ | Расподела становништва по националности 2002.‍ | Расподела становништва по националности 2002.‍ | Расподела становништва по националности 2002.‍ | Расподела становништва по националности 2002.‍ |
| --------------------------------------------- | --------------------------------------------- | --------------------------------------------- | --------------------------------------------- | --------------------------------------------- |
|                                               |                                               |                                               |                                               |                                               |
| Румуни                                        | Румуни                                        |                                               | 1.249                                         | 88,0%                                         |
| Турци                                         | Турци                                         |                                               | 18                                            | 1,3%                                          |
| Татари                                        | Татари                                        |                                               | 153                                           | 10,8%                                         |